# Björkskär (Lemland, Åland)
Björkskär är en holme på Åland (Finland). Den ligger i Skärgårdshavet och i kommunen Lemland i landskapet Åland, i den sydvästra delen av landet. Ön ligger omkring 13 kilometer sydöst om Mariehamn och omkring 270 kilometer väster om Helsingfors.
Björkskär ligger i den södra delen av kommunen. Den har Kuggholma och Flatholmen i nordöst, Björkö i öster, Rödhamnsfjärden i söder och Kvarngrundsfjärden i väster.
Björkskär högsta punkt är 16 meter över havet och arean är 0,25 kvadratkilometer. 
Öns area är 14,8 hektar och dess största längd är 0,6 kilometer i nord-sydlig riktning.
Terrängen på Björkskär är bergig och delvis kal. Ett band av skog sträcker sig genom de centrala delarna. Den norra stranden är mycket brant. Ett hus finns på den östra sidan.
Farleden från Mariehamn mot Ledsund passerar Björkskär och det finns ett sjömärke några hundra söder om ön.